# Naše příroda
Naše příroda je populárně naučný přírodovědný časopis zaměřený převážně na českou a slovenskou přírodu a nejbližší okolí. Časopis vydává občanské sdružení Naše příroda od dubna 2008. Prvním rokem vycházel časopis čtvrtletně, od roku 2009 vychází jako dvouměsíčník. Přináší informace z oblasti ekologie, botaniky a zoologie. Je tištěn na křídový papír formátu B5. Šéfredaktorkou je Eva Dokoupilová.

## Obsah
Časopis přináší informace o ochraně životního prostředí, ohrožených druzích místní fauny a flóry, zajímavých lokalitách tuzemské a okolní přírody a seznamuje čtenáře s novými vědeckými poznatky, zejm. v oblasti zoologie a botaniky.
Od roku 2019 není možné časopis koupit ve volném prodeji, dostupný je pouze ve formě předplatného na www.send.cz, či v digitální formě na www.digiport.cz. 
Časopis Naše příroda také ve spolupráci s ČSOP pořádá konferenci Naše příroda, která se tradičně koná v Olomouci na přelomu listopadu a prosince.

## Technické parametry
Formát časopisu Naše příroda je B5, tisk celobarevný na křídovém papíře, rozsah 80 stran. Populárně naučné texty jsou doprovázeny fotografiemi předních českých fotografů přírody. Časopis Naše příroda spolupracuje s Ondřejem Prosickým, Janem Ševčíkem, Jiřím Bohdalem, Pavlem Krásenským, Rostislavem Stachem, Liborem Votočkem, Janem Veberem a mnoha dalšími.[zdroj?]

## Redakce
Od počátku je ředitelem časopisu Naše příroda Mgr. Vítězslav Šrámek, šéfredaktorkou je Eva Dokoupilová (dříve Mgr. Pavla Mládková).